# U-433
Unterseeboot 472 foi um submarino alemão do Tipo VIIC, pertencente a Kriegsmarine que atuou durante a Segunda Guerra Mundial.
O U-433 esteve em operação no ano de 1941, realizando neste período 2 patrulhas de guerra, nas quais danificou um navio aliado, num total de 2,215 toneladas de arqueação.
Foi afundado por cargas de profundidade e disparos de 25mm do navio de corveta HMS Marigold a leste de Gibraltar  no dia 16 de novembro de 1941, causando a morte de 6 tripulantes, deixando 38 sobreviventes.

## Comandantes
| Comandante    | Data                                        |
| ------------- | ------------------------------------------- |
| Oblt. Hans Ey | 24 de maio de 1941 - 16 de novembro de 1941 |

## Subordinação
Durante o seu tempo de serviço, esteve subordinado às seguintes flotilhas:
| Período                                      | Flotilha                                  |
| -------------------------------------------- | ----------------------------------------- |
| 24 de maio de 1941 - 1 de agosto de 1941     | 3. Unterseebootsflottille (treinamento)   |
| 1 de agosto de 1941 - 16 de novembro de 1941 | 3. Unterseebootsflottille (serviço ativo) |

## Operações conjuntas de ataque
O U-433 participou das seguinte operações de ataque combinado durante a sua carreira:
- Rudeltaktik Markgraf (28 de agosto de 1941 - 16 de setembro de 1941)
- Rudeltaktik Arnauld (8 de novembro de 1941 - 16 de novembro de 1941)

## Coordenadas
1. ↑  em posição 36° 13' N 4° 42' O